# Andrey Varankow
Andrey Varankow (ou Andrei Voronkov) est un footballeur biélorusse, né le 8 février 1989 à Mazyr. Il évolue au poste d'attaquant.

## Palmarès
Biélorussie espoirs
- Troisième de l'Euro espoirs en 2011.

 DPMM Brunei
- Champion de Singapour : 2019.
- Meilleur buteur du championnat de Singapour 2019.